# Aeroportul Chelinda
Aeroportul Chelinda (IATA: CEH, ICAO: FWCD) este un aeroport din Regiunea Northern, Malawi.
Situat la o altitudine de 2.369 m, aeroportul dispune de o singură pistă.